# 键本肇
键本肇（日语： Kagimoto Hajime，？—），高知县出身，日本男子乒乓球运动员，毕业于早稻田大学。他曾获得1967年世界乒乓球锦标赛男子团体金牌和1967年亚洲乒乓球锦标赛男子团体金牌。